# Ateles
Az Ateles az emlősök (Mammalia) osztályának főemlősök (Primates) rendjébe és a pókmajomfélék (Atelidae) családjába tartozó nem.

## Előfordulásuk
Mexikótól Közép-Amerikán keresztül Dél-Amerika északi részéig honosak. Trópusi esőerdők lombkoronájának lakói.

## Megjelenésük
Az aránytalanul hosszú végtagok és a hosszú kapaszkodó farok a jellegzetességük.

## Életmódjuk
Elsősorban gyümölcsökkel táplálkoznak, de emellett alkalmanként fogyasztanak leveleket, virágokat és rovarokat is.

## Rendszerezés
A nembe az alábbi 7 faj tartozik:
- sárgáshomlokú pókmajom (Ateles belzebuth)
- feketeképű pókmajom (Ateles chamek)
- barnafejű pókmajom (Ateles fusciceps)
- Geoffroy-pókmajom vagy ékes pókmajom (Ateles geoffroyi)
  - Yucatan pókmajom Ateles geoffroyi yucatanensis
  - Mexikói pókmajom Ateles geoffroyi vellerosus
  - Nicaraguai pókmajom Ateles geoffroyi geoffroyi
  - Panamai pókmajom Ateles geoffroyi ornatus
  - Csuklyás pókmajom Ateles geoffroyi grisescens
- barna pókmajom (Ateles hybridus)
- fehérképű pókmajom (Ateles marginatus)
- fekete pókmajom (Ateles paniscus)